# Culdaff
Culdaff (iriska: Cúil Dabhcha) är en ort i republiken Irland.   Den ligger i grevskapet County Donegal och provinsen Ulster, i den norra delen av landet, 220 km norr om huvudstaden Dublin. Culdaff ligger 6 meter över havet och antalet invånare är 264.
Terrängen runt Culdaff är platt åt nordväst, men åt sydost är den kuperad. Havet är nära Culdaff åt nordost.Runt Culdaff är det glesbefolkat, med 16 invånare per kvadratkilometer. Närmaste större samhälle är Carndonagh, 7,3 km sydväst om Culdaff. Trakten runt Culdaff består i huvudsak av gräsmarker.